# Парад на Красній площі 1 травня 1941 року

Офіцери Вермахту на параді на Красній площі 1 травня 1941 року

Парад на Красній площі 1 травня 1941 року відбувся на річницю Першого травня,  за місяць і три тижні до вторгнення нацистської Німеччини в СРСР під час операції «Барбаросса» Радянське керівництво хотіло продемонструвати світовій спільноті свою військову міць. На Красній площі були присутні офіцери Вермахту, серед них генерал нацистської Німеччини Ернст-Август Кестрінг і полковник Ганс Кребс.

## Фон
Напередодні спільного нападу нацистської Німеччини та  СРСР на Польщу в Москві між нацистською Німеччиною та Радянським Союзом було підписано пакт Молотова-Ріббентропа. Ця угода дозволила Німеччині  та СРСР спільно окупувати Польщу без ризику взаємної війни. Із свого боку Гітлер хотів запобігти війні на два фронти, коли він нападе на Захід, але не відмовлявся від своєї мети завоювання СРСР з метою реалізації нацистської ідеології життєвого простору. В свою чергу Сталін, готуючись до нападу на Європу прагнув встановити безпосередній кордон із Німеччиною. див Теза превентивної війни Радянського Союзу проти Німеччини

Європа в травні 1941 року

Після окупації Франції та відкладення операції «Морський лев» для вторгнення до Британії через невдачу німецьких ВПС у битві за Британію 5 грудня 1940 року Гітлер у схвалив план нападу на СРСР. 18 грудня 1940 року Гітлер підписав військовий наказ № 21 про проведення операції «по швидкому підкоренню радянської Росії». Операція отримала кодову назву «Барбаросса ».
Новини про намір Гітлера вторгнутися в Радянський Союз потекли до Москви в першій половині 1941 року з усіх можливих джерел розвідки та засобів масової інформації, у тому числі від старшого розвідника Річарда Зорге , який перебував у Японії та передав інформацію про очікуваний напад з боку колах посольства Німеччини в Токіо. Із своєї сторони Радянський Союз продовжував постачати Німеччині тисячі тонн стратегічної сировини, нафти , хрому та нікелю, аж до моменту нападу. Останній потяг з тоннами пшениці перетнув кордон на захід опівночі 21 червня 1941 року, за три години до атаки німців. Одночасно Сталін вживав заходи бойової готовності сил Червоної Армії для нападу в поєднанні із заходами стримування. У зв'язку з цим було вирішено провести 1 травня 1941 року в Москві спільний парад із нацистами.

## Історія
На трибуні було присутнє найвище керівництво СРСР, серед них Йосип Сталін, Михайло Калінін, Климент Ворошилов та інші.
Перед військами з трибуни Мавзолею Леніна виступав народний комісар оборони СРСР Семен Тимошенко. Командував парадом Іван Тюлєнєв. На параді пройшли війська вищих навчальних закладів Москви, а також частини Московського гарнізону. Після маршування піших військ, велосипедних і мотоциклетних частин, кінноти та кулеметних тачанок, по площі пройшла бойова техніка, в основному танки й артилерія, а також пролетіли військові літаки. Також пройшла демонстрація робітників.

### Бойова техніка[2]
- Моторизовані частини на ГАЗ-АА, ЗІС-5
- Танки БТ-7, Т-28 і Т-35
- Літаки, включно з Пе-2 и МіГ-3

## Присутність німецьких генералів
На трибуні гості стали свідками параду багатьох дипломатів, у тому числі іноземних військових аташе, які були представниками ворогуючих країн, зокрема британського аташе, японського аташе, двох французьких представників режиму Віші Франції та представників Нацистської Німеччини, а саме посол у Москві генерал Фрідріх Вернер Ернст-Август Кестрінг і підполковник Ганс Кребс.
Радянський міністр оборони маршал Тимошенко підійшов до німецьких представників і віддав їм салют і потиснув кожному руки. Парад був важливим для нацистів, тому окрім офіційних представників, вони послали есесівця Вальтера Шелленберга , одного з керівників нацистської розвідки, який відповідав за численні шпигунські та контррозвідувальні змови. Шелленберг прибув до Москви в цивільному під виглядом торгового представника німецької хімічної промисловості. Йому вдалося отримати квиток на парад і зосередитися на огляді демонстрованої техніки.[оригінальне дослідження?][джерело?]